# Veau
Pour les articles homonymes, voir veau (homonymie).

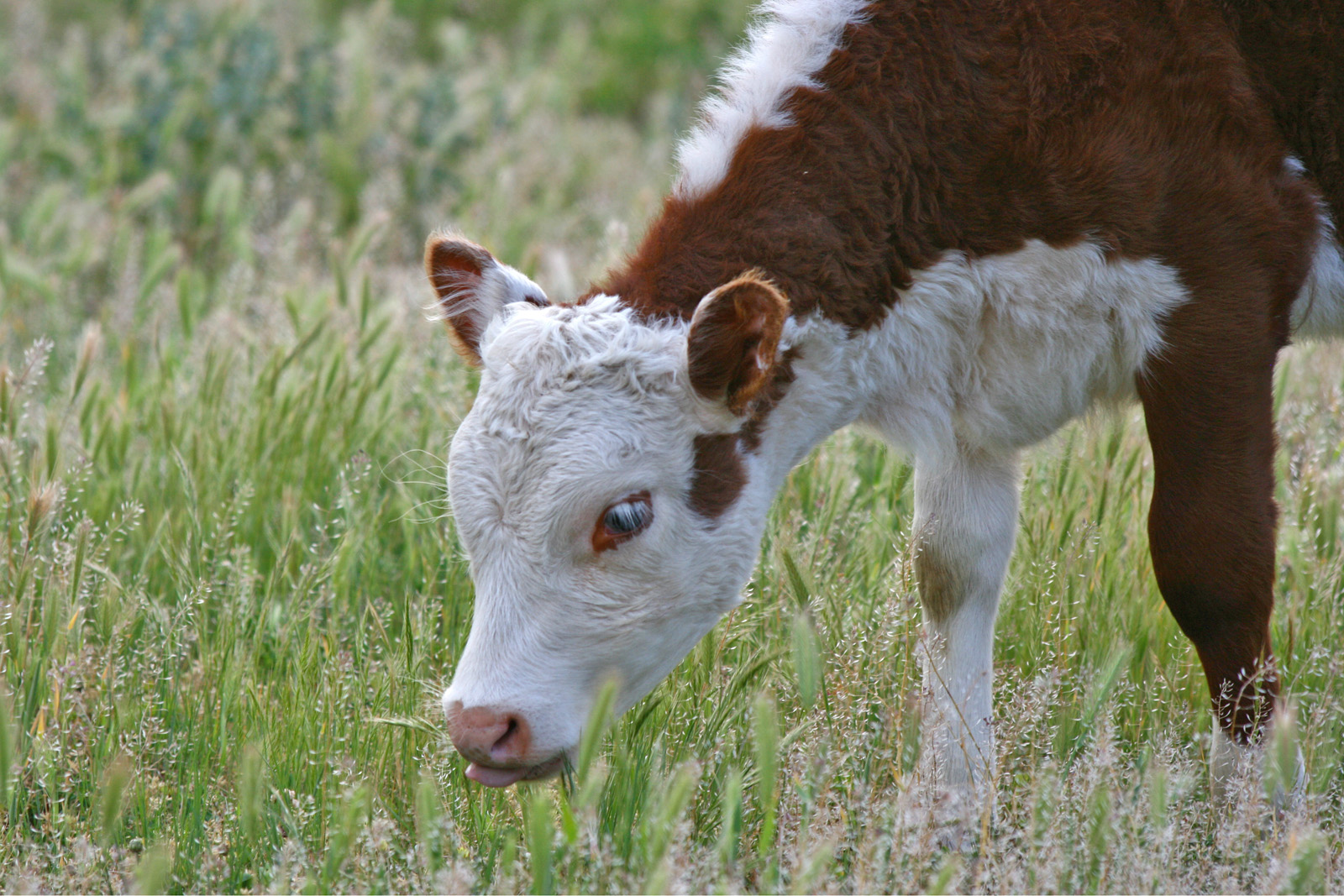
Veau du genre et espèce Bos taurus, Victoria, Australie.

Le veau est le nom vernaculaire qui désigne l'individu bovin juvénile. 
Par extension, ce nom peut désigner les jeunes de grands mammifères herbivores dont la progéniture n'a pas de nom spécifique, ou la progéniture de mammifères marins comme le phoque, le morse, l'hippopotame, etc.

## Zoologie
La gestation du veau dure de 282 à 295 jours (soit neuf mois et dix à vingt jours), en fonction de la race. La mise bas est appelée le vêlage. À la naissance, le veau pèse environ 45 kg. Les jeunes femelles sont ensuite appelées génisses jusqu'au premier vêlage (vingt-quatre à trente mois), puis vaches .
Les veaux mâles, non castrés, deviennent des taurillons puis des taureaux. Castrés, ils deviennent des bouvillons puis des bœufs (mâles châtrés de l'espèce Bos taurus).

Selon les régions du monde
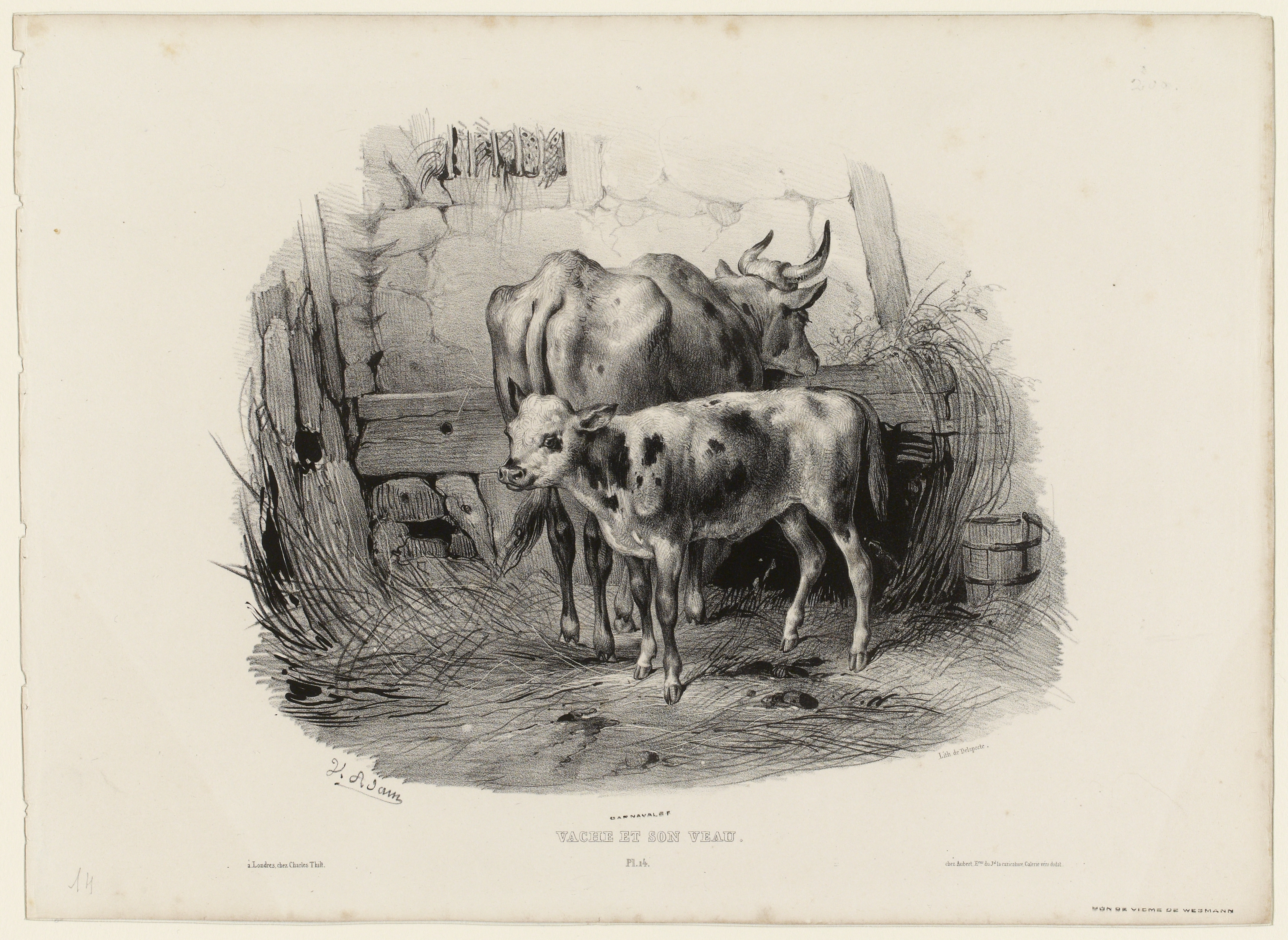
France : vache et son veau, Victor Adam, 1832
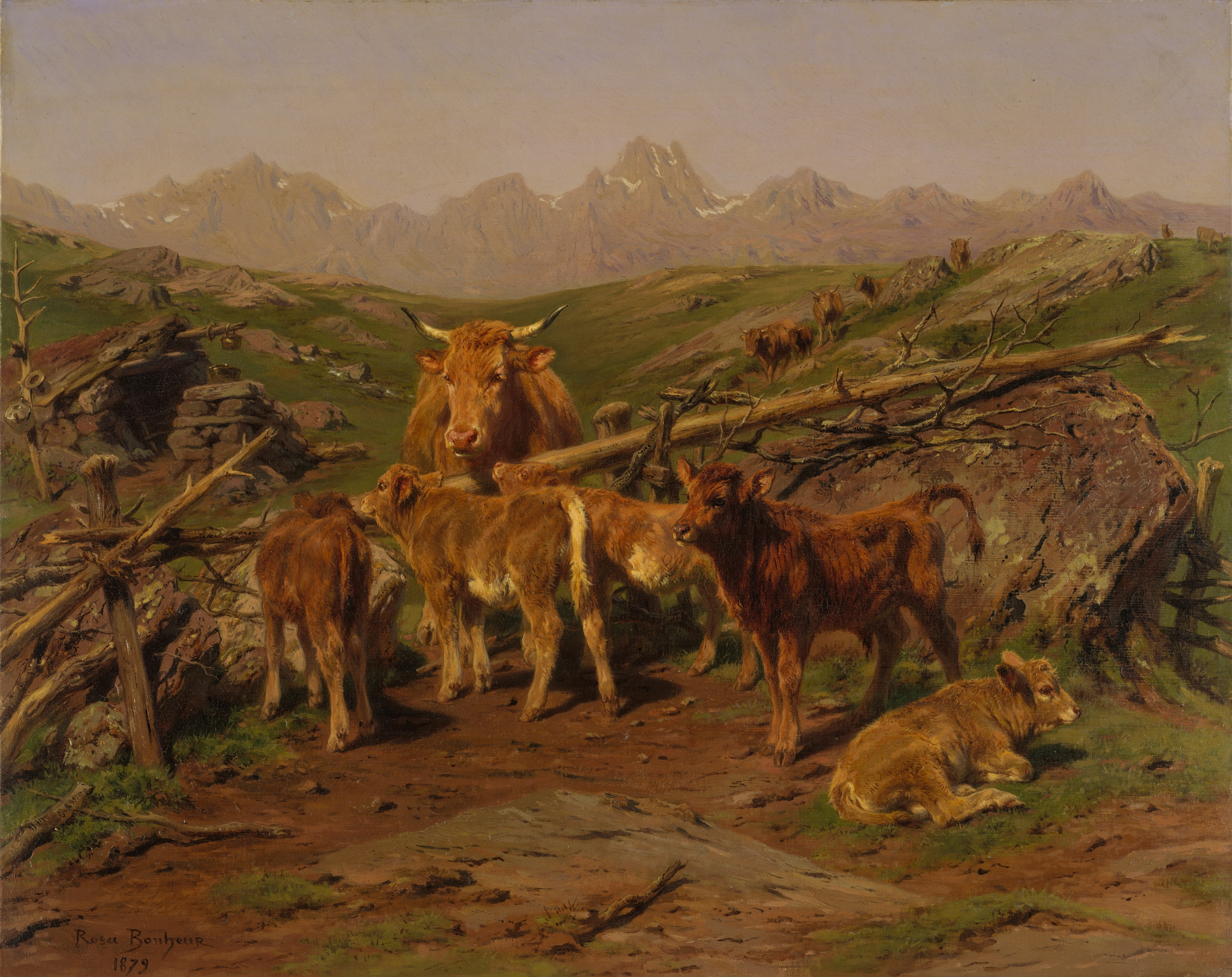
Le Sevrage des veaux (Pyrénées) Rosa Bonheur, 1879 Metropolitan Museum, New York
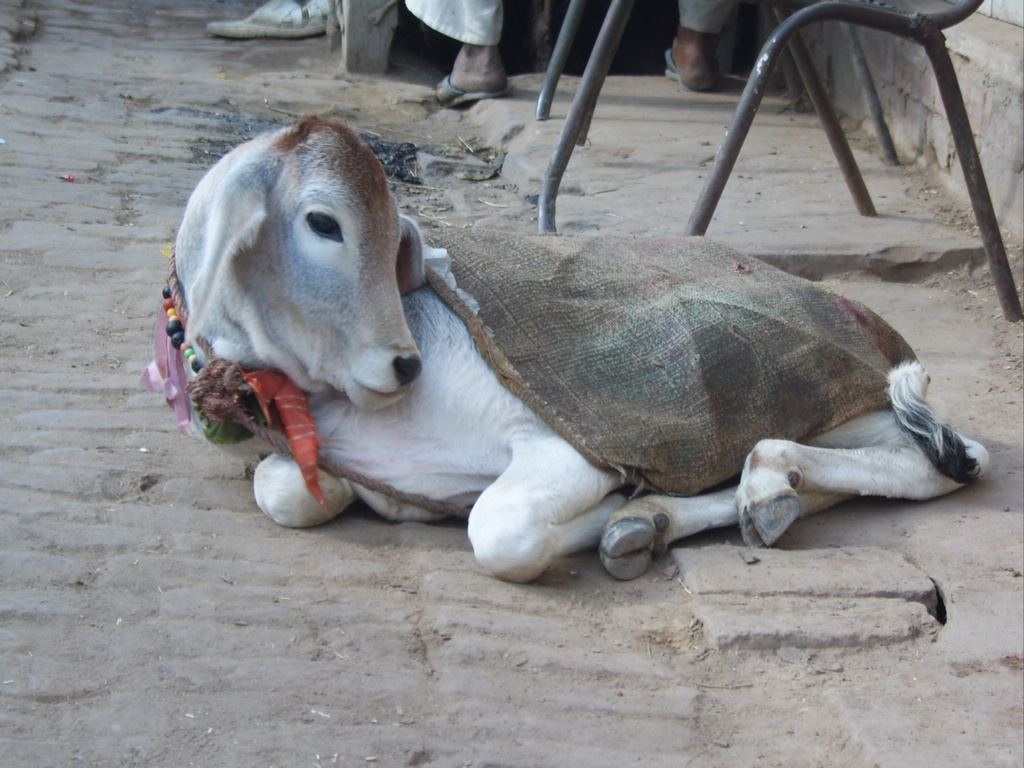
Veau asiatique Inde
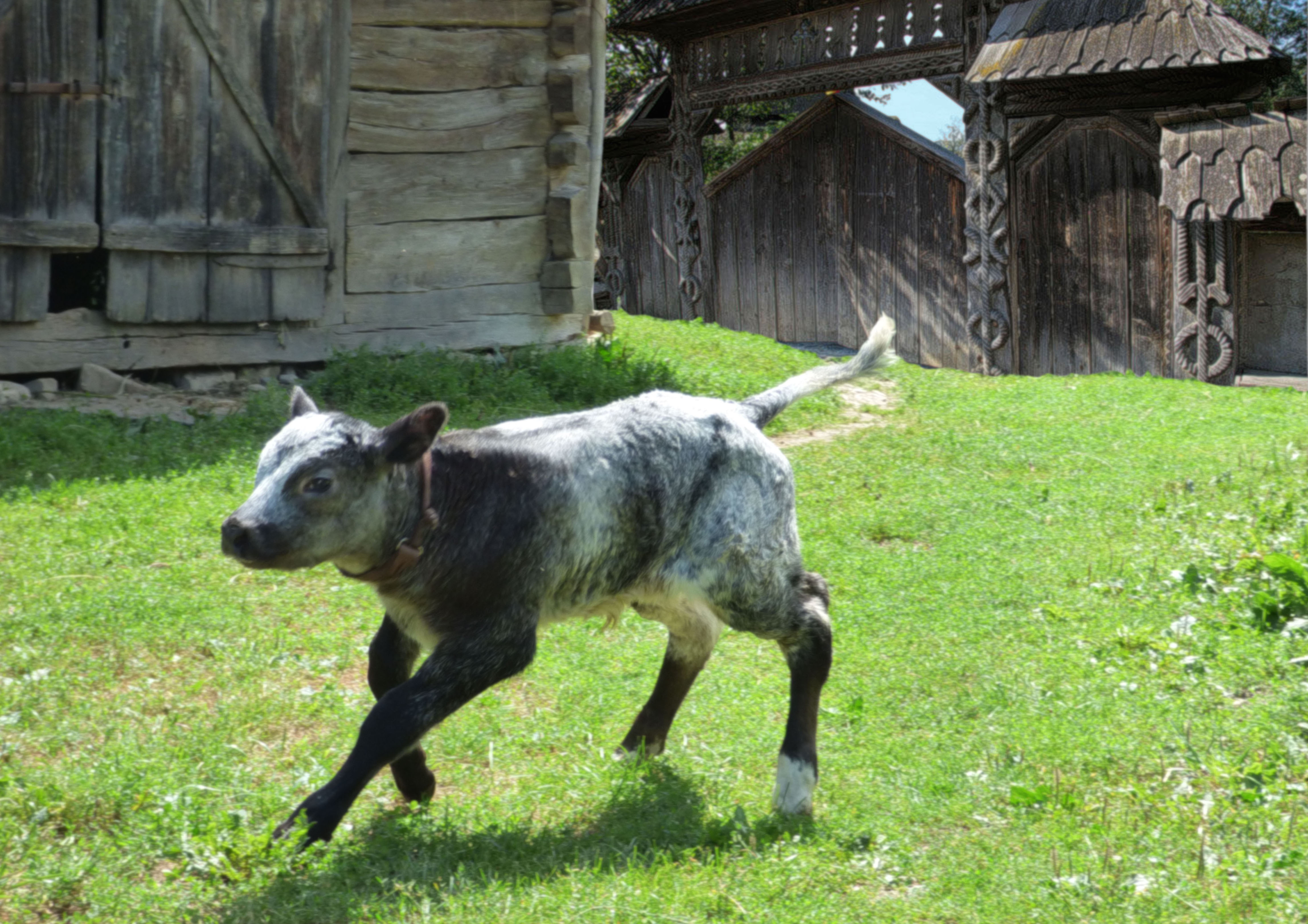
Veau des Carpates Maramureș
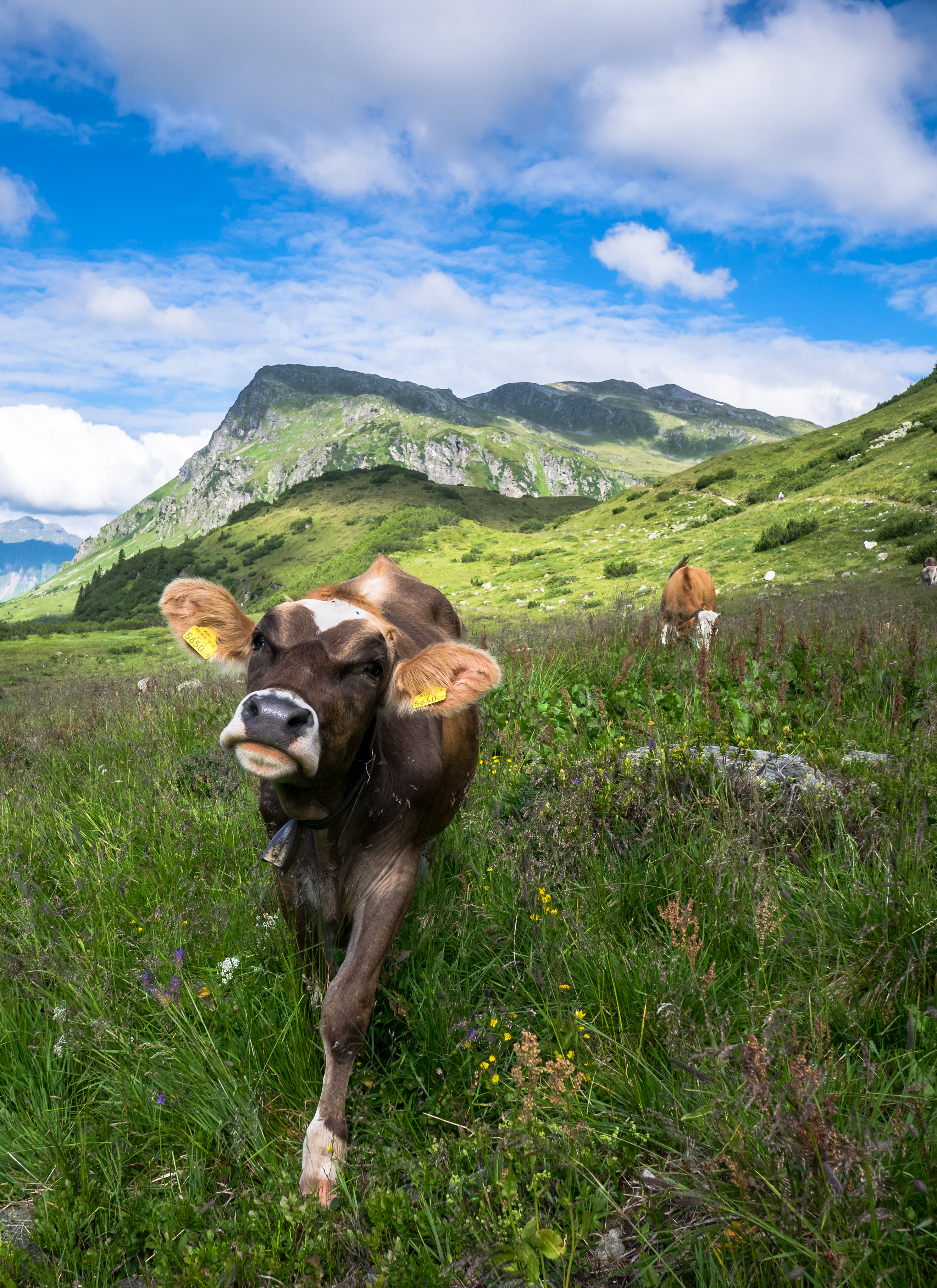
Veau des Alpes Vorarlberg
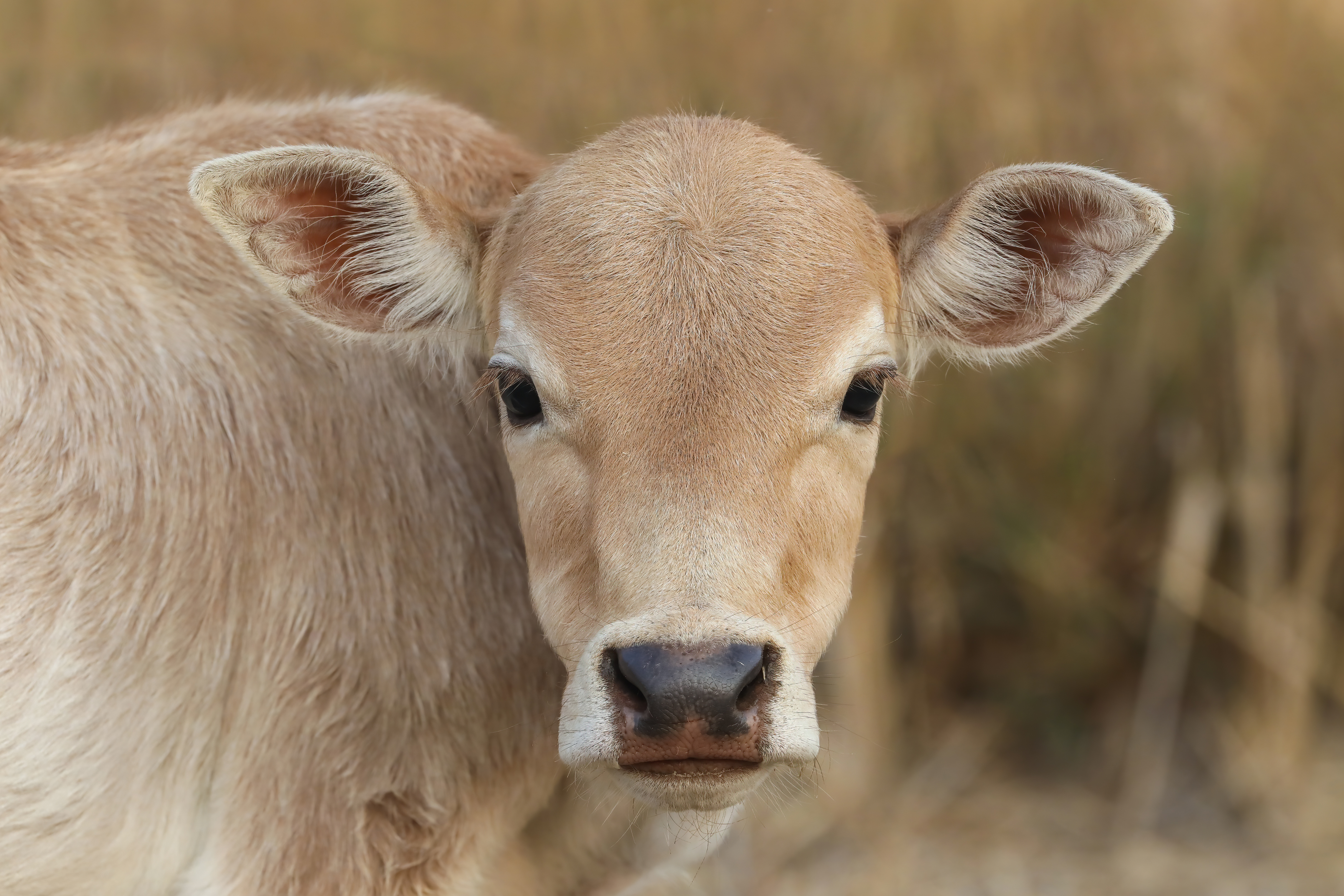
Veau fixant l'observateur Don Det, Laos. Mars 2021
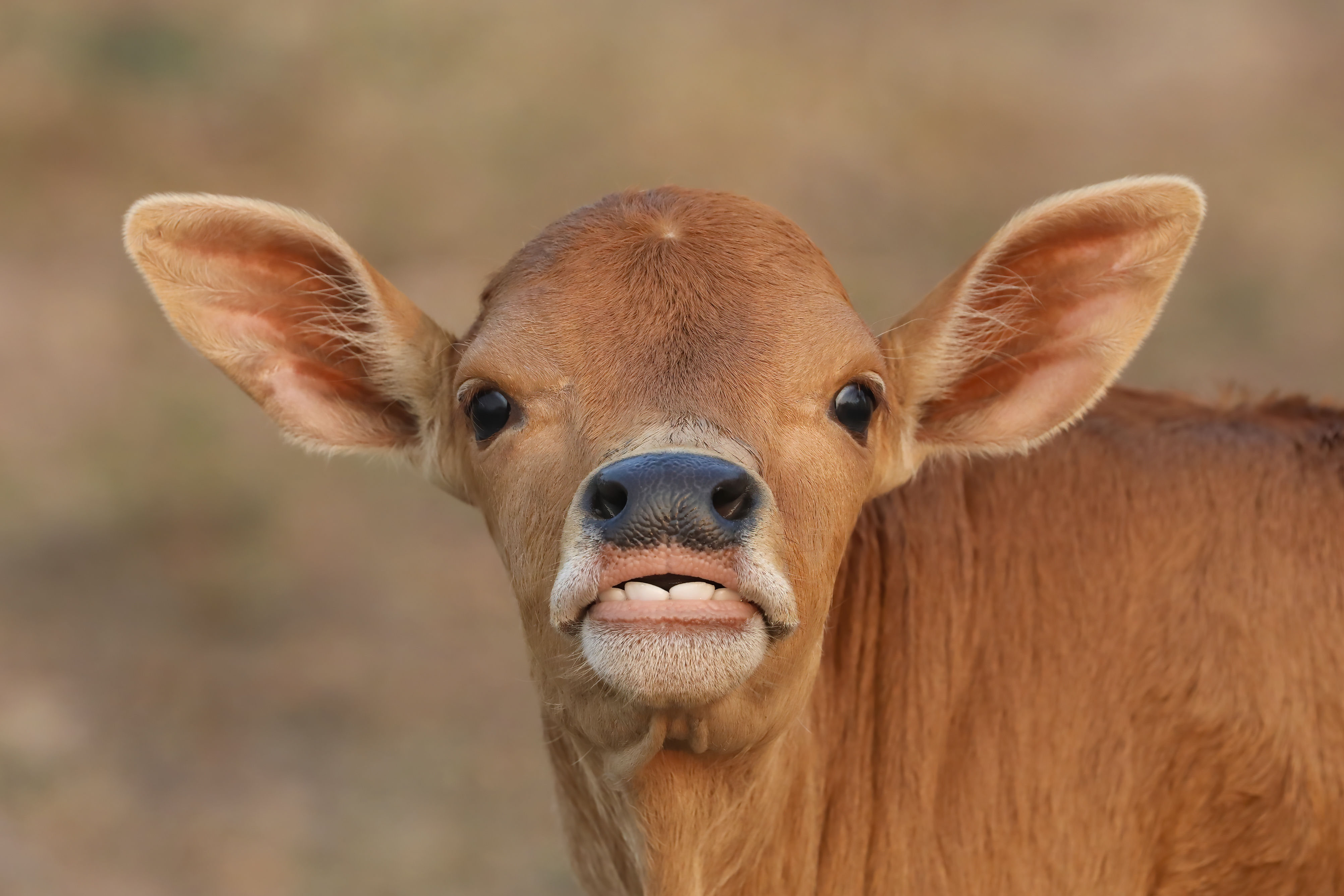
Veau avec les oreilles dressées et les dents visibles fixant l'observateur Don Det, Laos. Mars 2021
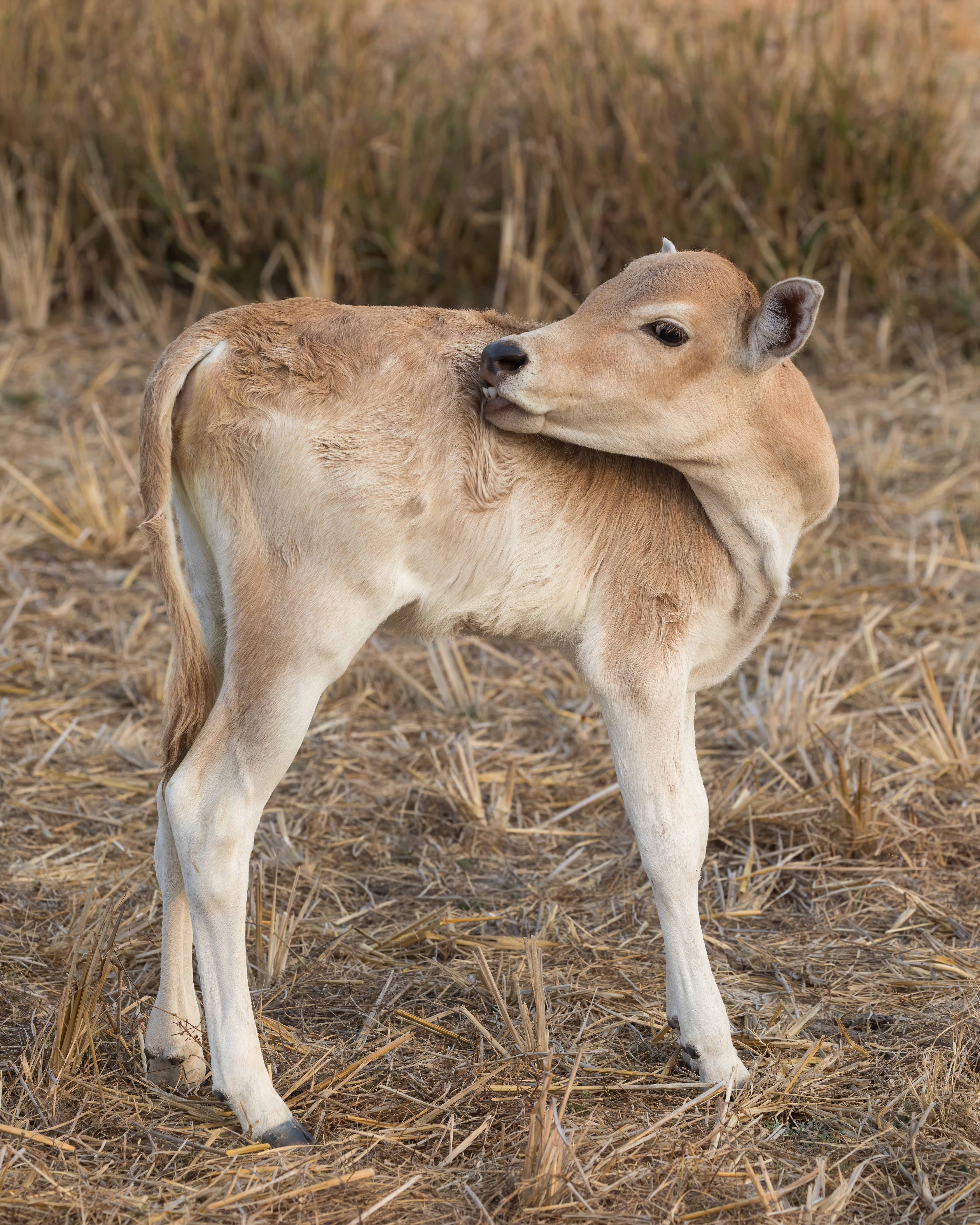
Veau couleur sable se grattant le dos avec les dents, le cou tourné à 180 degrés, dans la campagne de Don Det, Laos. Mars 2021.

## Nutrition
Le tube digestif du petit qui vient de naître est axénique, aussi le jeune veau ingère la matière fécale environnementale (herbes souillées, lieu de couchage) et la flore microbienne de la salive maternelle (léchage du veau dès la phase de placentophagie). L'inoculation de microbiote intestinal exogène permet ainsi la colonisation dans son système digestif des bactéries symbiotiques indispensables à la digestion.
Dans les heures qui suivent sa naissance et jusqu'à l'âge de deux jours, le veau boit du colostrum au pis de sa mère. Dans le cas des veaux laitiers (Holstein, Montbéliarde, Normande, Brune des Alpes, etc.) et pour prévenir les contaminations microbiennes, la distribution peut se faire par l'éleveur grâce à un biberon, voire à une sonde œsophagienne. Le colostrum est riche en énergie, protéines et immunoglobulines.
Après cette phase colostrale, les veaux allaités (Charolaise, Limousine, etc.) continuent à être nourris au pis de leurs mères. Les veaux laitiers, séparés de leurs mères (qui sont traites), sont nourris soit au lait entier soit à l'aliment d'allaitement, distribués au seau ou via des distributeurs automatiques de lait (DAL). Leur sevrage a généralement lieu entre l'âge de deux à trois mois. L'objectif est de doubler le poids de naissance et surtout que le veau ingère environ 2 kg d'aliment concentré, signe que le rumen est fonctionnel et donc que le lait peut être entièrement substitué par une alimentation à base de fourrage, de céréales et de co-produits végétaux.
Le tube digestif du veau est plus proche de celui d'un monogastrique que de celui d'un ruminant. En effet, à la naissance, son rumen est de taille très modeste et va se développer progressivement. Seuls les aliments solides y transitent. Le lait est quant à lui directement acheminé vers la caillette grâce à la gouttière œsophagienne. Il subit alors une coagulation avant d'être digéré et assimilé dans l'intestin.
Le plan d'alimentation type pour veaux laitiers de la naissance au sevrage comprend :
- du lait reconstitué : eau + 125 à 150 g d'aliment d'allaitement/L de buvée ;

- de l'eau, du fourrage et des aliments concentrés doivent être en libre service en complément de l'apport de lait.

| Age                 | nombre de repas/jour   | L de lait entier ou reconstitué*/repas |
| ------------------- | ---------------------- | -------------------------------------- |
| Naissance à 3 jours | 3 le 1er jour, 2 après | 2 (colostrum)                          |
| 4 à 7 jours         | 2                      | 2                                      |
| 2 semaines          | 2                      | 2,25                                   |
| 3 semaines          | 2                      | 2,5                                    |
| 4 semaines          | 2                      | 3                                      |
| 5 semaines          | 2                      | 3                                      |
| 6 semaines          | 2                      | 3                                      |
| 7 semaines          | 2                      | 2,5                                    |
| 8 semaines          | 2                      | 2                                      |
| 9 semaines          | 1                      | 2                                      |

Le gain moyen de croissance attendu avec ce plan d'alimentation est de 800 à 900 g/j.
Les veaux sont sensibles à diverses bactéries, virus ou parasites entrainant des diarrhées : coliformes, rota et corona virus, cryptosporidies et coccidies. La vaccination des mères permet de limiter le risque de ces diarrhées néonatales.

## Recommandations de l'Autorité européenne de sécurité des aliments (EFSA)
En mars 2023, l'autorité européenne de sécurité des aliments (EFSA) émet des recommandations sur l'élevage des veaux. Il déclare qu'il est scientifiquement prouvé que les veaux qui n'ont qu'un contact limité avec leur mère souffrent fréquemment d'un stress d'isolement et d'une incapacité à téter. Pour améliorer leur bien-être, les jeunes animaux devraient être gardés avec la mère pendant au moins une journée, bien qu'un contact plus long soit recommandé en raison des avantages en termes de bien-être, tant pour le veau que pour la vache. Les veaux devraient aussi être logés en petits groupes au cours de leurs premières semaines de vie et l'utilisation d'enclos individuels doit être évitée afin d'améliorer leur bien-être. Les veaux ont également besoin d'un espace suffisant pour se reposer et jouer, ainsi que d'une litière confortable.

## Utilisations en alimentation

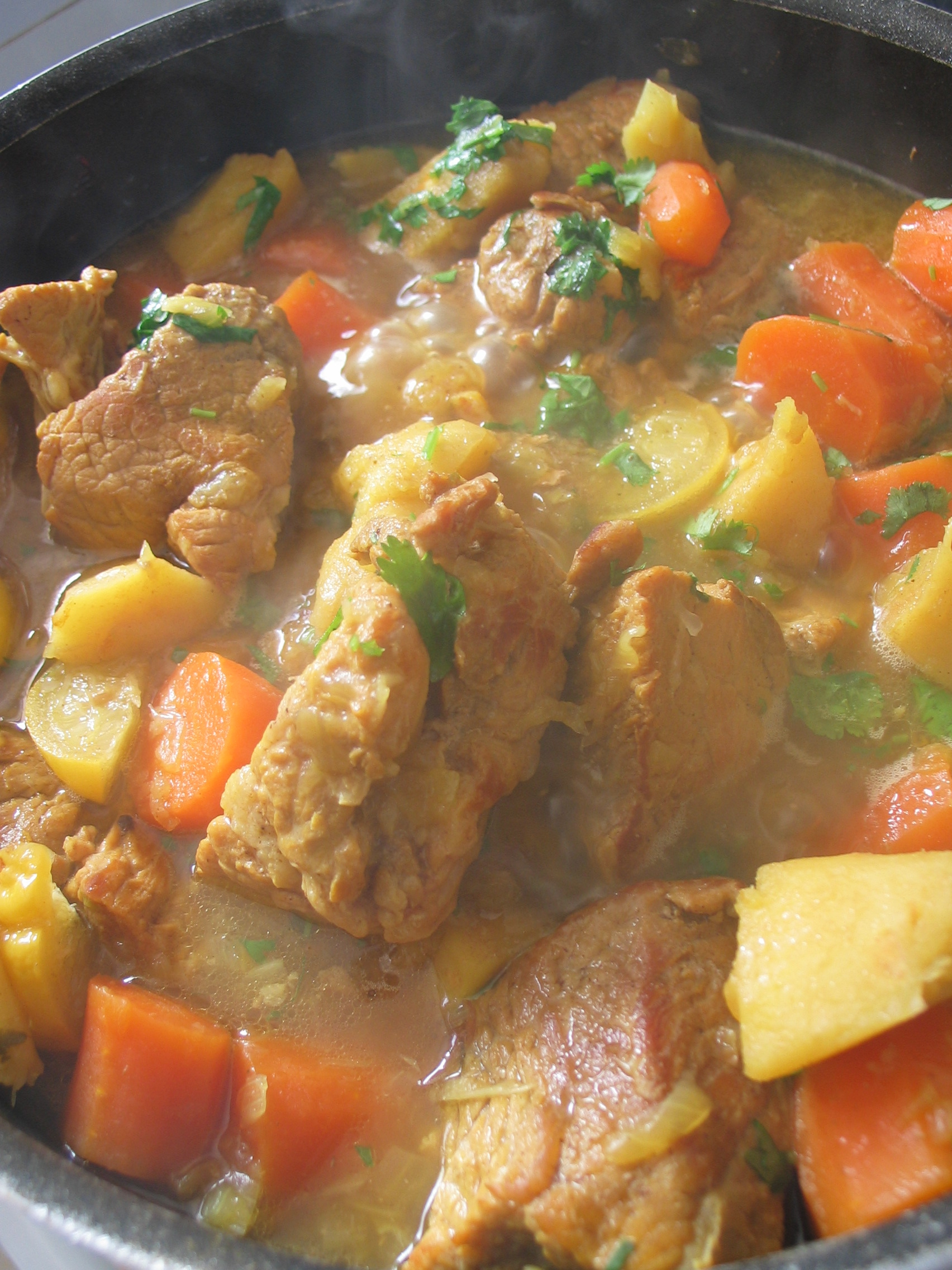
Viande de veau mijotée en tajine.

En France, selon le ministère de l'Agriculture : « Les veaux de boucherie sont des bovins abattus au plus tard à l'âge de 8 mois. Ils sont élevés pour la consommation de leur viande. Afin d'être conforme aux habitudes de consommation des français, la viande doit avoir une couleur rose pâle. À la naissance, le muscle des veaux est clair. Il prend une couleur rouge lorsque les animaux se mettent à manger des aliments solides contenant du fer, de l'herbe par exemple. Les veaux sont donc gardés en état d'anémie dans l'étable afin d'éviter d'en consommer »,.
En France, sont abattus chaque année 2 millions de veaux.

### Législation commerciale attachée à l'usage de l'appellation «viande de veau»

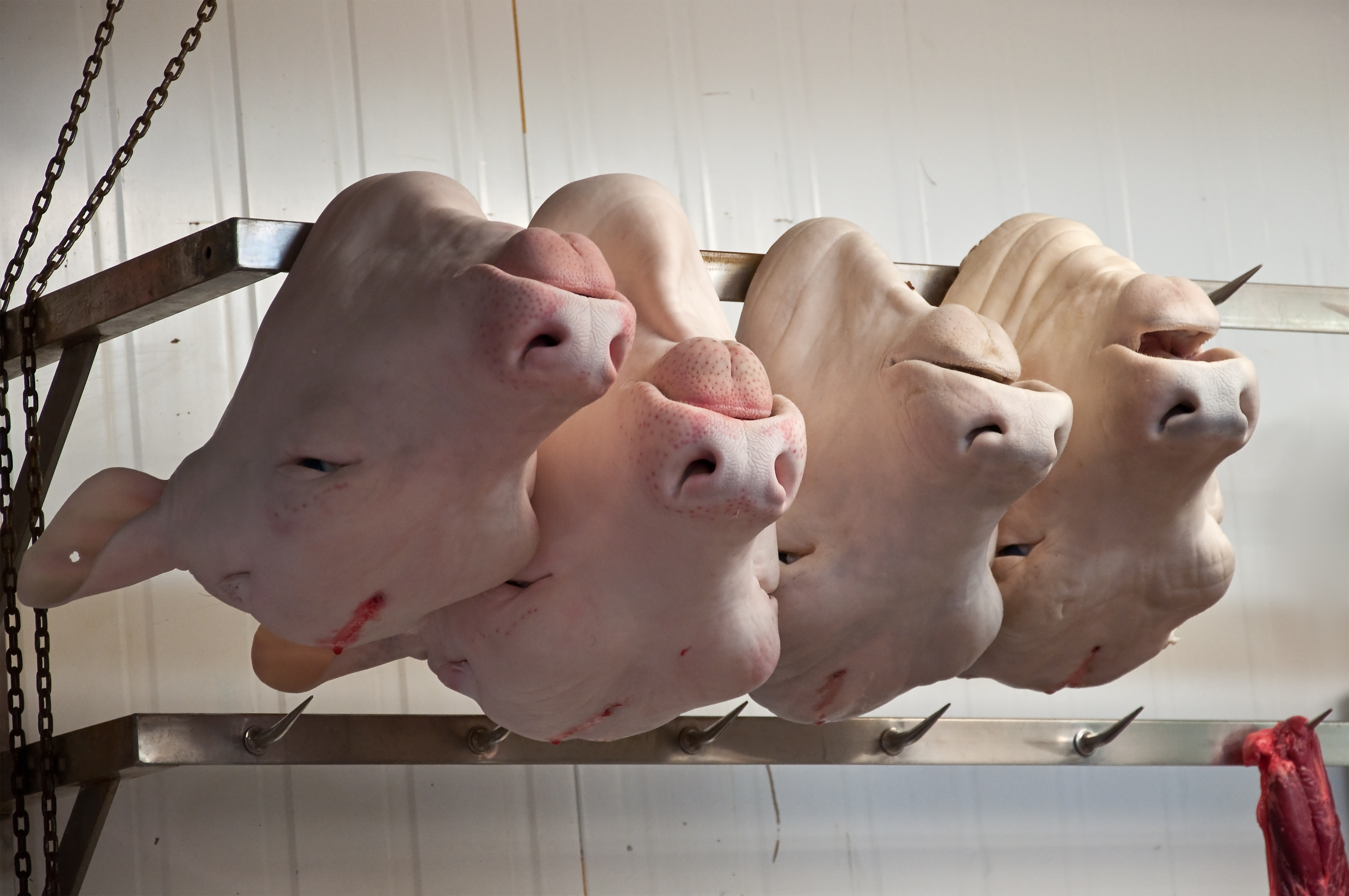
Têtes de veau, un produit tripier

La législation commerciale de l'Union européenne encadre l'usage de l'appellation « viande de veau » par l'âge de l'animal lors de l'abattage. Seule la viande des bêtes de huit mois au plus peut être appelée ainsi.
Dans le commerce, les produits d'élevage issus d'animaux de huit à vingt-quatre mois sont classés « de jeune bovin » ou « viande de jeune bovin » 
En France, les viandes de veau se distinguent aussi selon le mode d'élevage et la race : veau industriel, veau industriel de marque de certification collective, veau broutard et veau fermier.

#### Veau industriel, autrement appelé veau de boucherie
La production de viande de veau issue de l’élevage industriel constitue environ 85 % du total annuel de la viande de veau destinée à la consommation. En France, il y a environ 6 000 éleveurs produisant des veaux de boucherie en ateliers de veau industriel. La France se classait en deuxième position des plus gros producteurs de viande de veau en Europe. La France a produit 177 000 tonnes de viandes de veau en 2017. Ces différents élevages se situent historiquement en Normandie, Bretagne et Pays de la Loire. Ces veaux peuvent être de toutes races, principalement Prim’holstein, Montbéliard, Normand, Bleu Blanc Beige (BBB) ainsi que des veaux croisés (issus d'un croisement entre un taureau de race bouchère et une vache Prim’Holstein). Ces veaux sont principalement des mâles : 90 % des veaux mâles des élevages laitiers vendus à l’âge de 8 à 15 jours finissent en atelier veaux de boucherie. Le but de cette production est la viande que les veaux vont produire durant les 5 mois et demi à 6 mois d’élevage. Des accords d’intégration sont en place dans certains élevages. Ces accords représentent une collaboration entre un éleveur et soit un abattoir, soit un producteur d’aliments. Dans ce cadre, l’abatteur ou le producteur prend en charge les coûts liés à l’alimentation et fournit également les veaux. Quant à l’éleveur, il met à disposition la main-d’œuvre, les installations, ainsi que les compétences et l’expertise nécessaires à l’élevage des veaux. La base de leur alimentation est du lait, environ 250 à 300 kilos par veau à la fin de la durée d'engraissement, avec pour complémentation des aliments durs souvent composés d’herbe et de grain de maïs. Le lait peut être distribué en seaux 2 fois par jour ou sous forme de distributeur automatique de lait. Cet aliment d’allaitement en poudre des veaux est principalement composé de produits laitiers (60 à 75 %) et de matières grasses (16 à 22 %). Mais aussi de protéines végétales (0 à 12 %), amidon (0 à 12 %) et de complément minéral (1 à 3 %). La poudre est mélangée avec de l’eau chaude et sera distribuée à une température minimum de 38 °C, idéalement 40 °C. Si cette température n’est pas adaptée, elle peut entraîner des problèmes de diarrhées et d’indigestion. L’alimentation est tout de même complémentée par des fibres végétales pour permettre de répondre à l’évolution de la physiologie des veaux. Celles-ci sont distribuées en petite quantité. Durant la période d'élevage, les veaux sont en anémie, ce qui est dû à leur alimentation ; c'est ce qui permet d'obtenir de la viande claire, blanche ou légèrement rosée. Dans ce type d'élevage intensif, les éleveurs adaptent leurs pratiques pour de meilleures conditions de vie des animaux. Le but étant de reproduire le comportement naturel des animaux, diverses réglementations sont mises en place. Notamment le fait que ces veaux doivent être élevés en groupe, de 2 à 5 veaux par case ou sous forme de parcs collectifs de 15 à 50 veaux. Cela leur donne la possibilité d'établir un lien social et de se déplacer librement. Avant l'âge de 8 semaines, les veaux peuvent être placés dans des boxes individuels dans certains élevages afin de s'adapter à leur nouvel environnement. Concernant la santé des veaux, une vigilance accrue plusieurs fois par jour est réalisée par l’éleveur pour s’assurer de la bonne santé des animaux ainsi que de l’ingestion des aliments. En cas de veaux malades, ils sont alors isolés et suivent le traitement prescrit par un vétérinaire nécessaire à leur guérison. Les traitements administrés sont inscrits dans le carnet sanitaire de l’élevage et les ordonnances du vétérinaire sont gardées. Certains traitements nécessitent un temps d’attente avant que l’animal puisse être abattu. Cela permet d’éviter que des résidus du médicament soit retrouvés dans la carcasse. Les services vétérinaires effectuent des contrôles tout au long de l'année pour s'assurer que les réglementations de protection animale en vigueur sont respectées.

#### Veau industriel demarque de certificationcollective
Il s'agit d'un veau de race à viande (charolais, aubrac, etc.) ou de croisement (père viande avec mère lait), sa viande sera commercialisée sous marque commerciale accompagnée des labels officiels Label rouge ou/et IGP (ex. : Veau Fermier Bretanin; Veau Fermier Tradiveau, etc.). Il est soit élevé sous la mère, soit nourri artificiellement au lait entier. Ce veau est abattu autour de cinq ou six mois et sa carcasse découpée via l'industrie agroalimentaire. Il s'agit de productions industrielles d'une qualité plus élevée que le veau industriel simple. Les dérogations administratives à l'appellation « veau » ménageant la préservation d'emploi fait que le consommateur peut se voir proposer de la viande de jeune bovin (dix mois) sous l'appellation « veau » (ex. : Le Veau d'Aveyron & du Ségala).

#### Veau broutard
Il s'agit d'un veau ne quittant pas sa mère avant l'âge de sept mois, se nourrissant tant du lait maternel, que d'herbe sur des pelouses naturelles de moyenne-montagne ou plus bas en altitude, sur des prairies semées. Il sera engraissé et découpé puis vendu en direct au consommateur, ou bien il sera vendu en maigre pour alimenter les engraisseurs spécialisés des plaines céréalières (Italie notamment).

#### Veau fermier
Il s'agit d'un veau de race à viande, élevé loin de toute filière, dans un système d'élevage traditionnel. Dans l'Union européenne, un équipement d'abattage bovin à la ferme respectant les normes étant financièrement inaccessible pour l'éleveur, celui-ci aura recours aux abattoirs conventionnels. Cependant, la carcasse récupérée, celle-ci sera découpée à la ferme ou dans un atelier de découpe travaillant à façon sous la directive du producteur fermier et en sa présence. Les volumes de production de veau fermier sont aujourd'hui minoritaires. Les paysans travaillant pour ce marché de niche valorisent leur travail via la vente directe.

### Sécurité alimentaire
La viande de veau a été remise en cause dans les années 1980 à la suite de scandales alimentaires tels que celui du « veau aux hormones ». La filière française a mis en place des contrôles plus stricts, et les substances utilisées autrefois sont désormais interdites.

### Cuir
Le cuir du veau (en particulier de veaux mort-nés) servait à la fabrication de feuillets plus fins que le parchemin (vélin). Il peut encore être utilisé pour la reliure d'ouvrages de luxe. Il est principalement utilisé dans la fabrication de chaussures.

## Symbolique

### Symbole

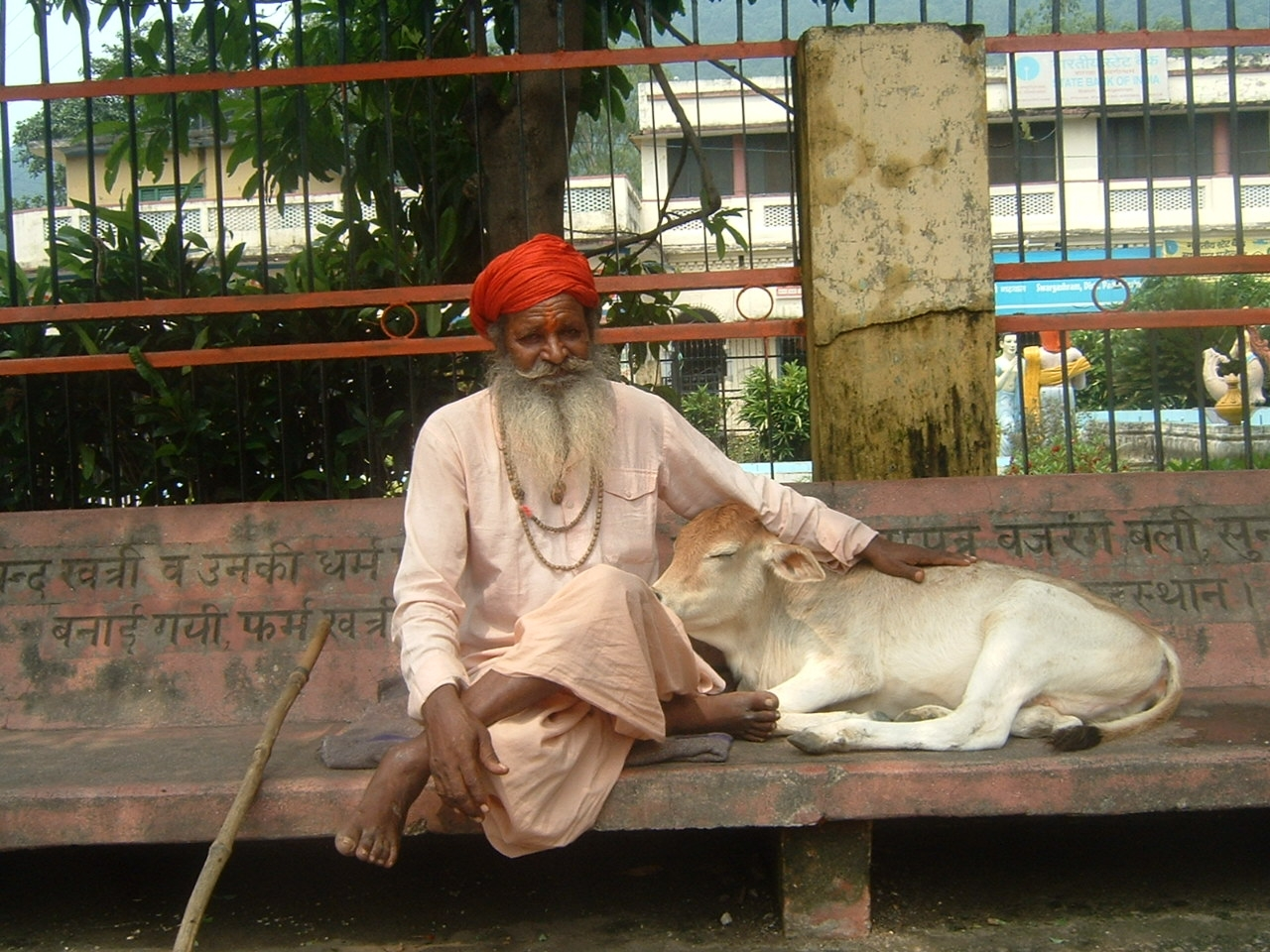
Ascète (sadhu) hindou avec un veau : Les bovins, petits, sont comparés au soleil dans l'hindouisme.

Dans les sociétés traditionnelles, le veau est symbole d'opulence (cf. le Veau d'or et le Veau gras). La viande de veau est souvent encore considérée comme raffinée et luxueuse. De même, le cuir de veau est signe de raffinement et de richesse.

Appliqué aux humains, le terme désigne, sur le mode familier, des personnes molles, indolentes, sans volonté.

#### Hindouisme
Dans le Rig Veda (1.113), texte sacré de l'hindouisme, le veau est vu comme le Soleil né de la vache Aurore.

### Expressions
- Veau d'or : idole adorée par les Hébreux dans l'Ancien Testament (Exode, XXXII, 1).
- Veau gras : veau tué dans la parabole du Fils prodigue (Évangile selon Saint Luc, 15).